# Довічне утримання
Довічне утримання — у цивільному праві — самостійний вид зобов 'язань, які виникають внаслідок укладення договору про Довічне утримання. За цією угодою одна сторона, що є непрацездатною особою за віком або станом здоров'я (відчужувач), передає у власність другій стороні — фізичній чи юридичній особі (набувачеві майна) будинок або його частину, квартиру, ін. нерухоме чи рухоме майно, а набувач майна зобов'язується надавати відчужувачеві довічно матеріальне забезпечення у натурі у вигляді житла, харчування, догляду та необхідної допомоги.